# منتخب السنغال لكرة السلة للسيدات
منتخب السنغال الوطني لكرة السلة للسيدات (بالفرنسية: Équipe du Sénégal féminine de basket-ball) هو ممثل السنغال الرسمي في المنافسات الدولية في كرة السلة .